# Dollarmillionen
Dollarmillionen är en svensk film från 1926 i regi av Sigurd Wallén.

## Om filmen
Filmen premiärvisades 8 februari 1926. Den spelades in i Filmstaden Råsunda med exteriörer från bland annat Hasselbacken, Grand Hotel, Nationalmuseum, Skeppsbron, Skeppsbrotullen, Gustaf Adolfs torg, Strandvägen, Karlbergsvägen, Storgatan och olika djurgårdsmiljöer av Axel Lindblom.
Som förlaga har man Axel Essén roman Dollarmillionen som utgavs under författarpseudonymen Anders Eje 1917.
Axel Hultman gör ett enligt tidens sed antisemitiskt porträtt av rollfiguren Jakobovsky, någopt som understryks i dialogtexterna, där judens rotvälska återges fonetiskt enligt modell från Strix och annan skämtpress.
Romanen har senare filmats i Finland under titeln Dollarimiljoona 1942 i regi av Nils Dahlström.

## Rollista i urval
- Margita Alfvén – Fylgia Falkman
- Richard Lund – Richard Bergin, alias René Marell
- Fredrik Hedlund – Arthur Falkman, grosshandlare
- Axel Hultman – Simon Jakobovsky, privatbankir
- Ivar Kåge – Baron af Segerlind
- Constance Gibson – fru Malla Falkman
- Elsa Steinvall – Lojan, Fylgias lillasyster
- Albert Christiansen – Pricken, Fylgias lillebror
- Ester Roeck-Hansen – baronens andra fästmö
- Anna Diedrich – damen med hunden
- Georg Blomstedt – berusad platssökande
- Thure Holm – polis
- Olof Krook – stämningsman